# Јунионтаун (Алабама)
Јунионтаун (енгл. Uniontown) град је у америчкој савезној држави Алабама. По попису становништва из 2010. у њему је живело 1.775 становника.

## Демографија
Према попису становништва из 2010. у граду је живело 1.775 становника, што је 139 (8,5%) становника више него 2000. године.
| Група             | 2000.         | 2010.         |
| Белци             | 192 (11,7%)   | 161 (9,1%)    |
| Афроамериканци    | 1.443 (88,2%) | 1.608 (90,6%) |
| Азијати           | 0 (0,0%)      | 0 (0,0%)      |
| Хиспаноамериканци | 18 (1,1%)     | 8 (0,5%)      |
| Укупно            | 1.636         | 1.775         |